# Frank Pietrangelo
Frank Pietrangelo (Niagara Falls, 17 dicembre 1965) è un ex hockeista su ghiaccio canadese naturalizzato italiano.

## Carriera
Pietrangelo cominciò a praticare l'hockey su ghiaccio all'età di sei anni nel ruolo di attaccante, ma non essendo particolarmente dotato decise di diventare un portiere. Nel 1982 l'università del Minnesota gli offrì una borsa di studio e la possibilità di giocare in NCAA; era questo già di per sé un segno delle potenzialità del giovane: raramente quell'università offriva borse a studenti provenienti dal di fuori dei programmi statali di reclutamento.
Nel 1983 fu scelto dai Pittsburgh Penguins al quarto giro in 63ª posizione. Rimase in NCAA fino al termine degli studi, per poi passare ad un farm team dei Penguins, i Muskegon Lumberjacks (stagione 1986-87).
Le ottime prestazioni in IHL convinsero i Penguins ad offrirgli il ruolo di back-up (secondo portiere), ruolo che ricoprì con buoni risultati, ma che alternava a ritorni nella IHL. Queste circostanze lo avevano spinto, nel 1990, a prendere in considerazione delle offerte che provenivano dall'Italia.
Il general manager dei Penguins, Craig Patrick, lo dissuase offrendogli un contratto con cui gli veniva garantita la NHL. Pietrangelo accettò, e la scelta fu premiante: i Penguins vinsero la Stanley Cup 1991. Ma non solo: il portiere titolare, Tom Barrasso, si infortunò in gara 5 del primo turno dei play-off, con una situazione di 3-2 per i New Jersey Devils. Con lui in porta, i Penguins ribaltarono il risultato e passarono il turno.
Cominciò anche la stagione successiva a Pittsburgh, ma passò poi agli Hartford Whalers, con cui rimase tre stagioni. Parte dell'ultima la trascorse in AHL, con gli Springfield Indians.
Non gli fu rinnovato il contratto, e Pietrangelo fu messo sotto contratto dai New York Islanders, che però lo girarono per una stagione (1993-94) ai Minnesota Moose (IHL). Un infortunio ad un dito della mano e ad un ginocchio lo convinse a ritirarsi ad appena 30 anni. Il ritiro, però, si trasformò di fatto in un anno sabbatico: nel 1996 un'offerta dell'HC Bolzano lo riportò sul ghiaccio.
Coi biancorossi vinse il campionato 1996-97 e disputò l'Alpenliga. La stagione successiva si divise tra l'Italia (Asiago Hockey AS) e la Germania (Kaufbeurer Adler, DEL). Nel 1998-99 si accasò in Gran Bretagna, coi Manchester Storm, con cui rimase due anni. Il 1º dicembre 2000 annunciò però il suo ritiro, per un nuovo infortunio.
Il nipote di Pietrangelo è il difensore della NHL Alex Pietrangelo.

## Palmarès

### Club
- Stanley Cup: 1

Pittsburgh: 1990-1991
- Campionato italiano: 1

Bolzano: 1996-1997
- Ice Hockey Superleague: 1

Manchester: 1998-1999